# Phragmipedium brasiliense
Phragmipedium brasiliense là một loài thực vật có hoa trong họ Lan. Loài này được Quené & O.Gruss mô tả khoa học đầu tiên năm 2003.